# Henk Wullems
Henk Wullems (Haarlem, 21 januari 1936 – Udenhout, 15 augustus 2020) was een Nederlands voetballer en voetbalcoach.

## Loopbaan

### Als voetballer
Wullems kwam aanvankelijk als middenvelder uit voor RCH. In 1957 werd hij door deze club met KFC geruild voor Dries Mul, waarbij RCH 18.500 gulden extra betaalde. Bij KFC kwam hij later in de verdediging, als back, te spelen. In 1962 werd hij door KFC aan RCH verkocht voor 22.500 gulden. Rond 1965 beëindigde hij zijn loopbaan op het hoogste niveau, al kwam hij later nog uit voor een lager elftal van EDO.
Wullems kwam in 1957 enkele keren uit voor het Nederlands Militair voetbalelftal.

### Als trainer
Wullems, die het CIOS doorliep, werkte in Nederland bij clubs in zowel de Eredivisie als de Eerste divisie. Hij was als trainer actief bij Willem II, NAC Breda, Vitesse, Go Ahead Eagles, Excelsior en AZ. In 1973 pakte NAC onder zijn leiding de KNVB beker, door N.E.C. in de finale met 2-0 te verslaan. Een jaar later stond NAC opnieuw in de bekerfinale, maar werd er met 6-0 verloren van PSV. In 1977 leidde hij Vitesse naar het kampioenschap in de Eerste divisie.
In 1989 verhuisde de Nederlander voor het eerst naar het buitenland. Wullems belandde in Saudi-Arabië bij Al-Nahda. Vanaf halverwege jaren negentig was Wullems vooral actief in Indonesië, waar hij met PSM Makassar landskampioen werd. Van 1996 tot 1998 was hij bondscoach van het Indonesisch voetbalelftal, waarmee hij op de Zuidoost-Aziatische Spelen 1997 verliezend finalist was. In 2007 trainde hij zijn laatste club.

## Privé
Wullems was tweemaal gehuwd en kreeg uit zijn eerste huwelijk drie zonen. In 2009 kreeg Wullems een herseninfarct en kon sindsdien niet meer communiceren en lezen. Henk Wullems overleed in augustus 2020 op 84-jarige leeftijd in een verpleeghuis in Udenhout.

## Erelijst
Als trainer
 NAC Breda
- KNVB beker: 1972/73

 SBV Vitesse
- Eerste Divisie: 1976/77

 Bandung Raya
- Premier Division: 1995/96

 Indonesië
- Zuidoost-Aziatische Spelen 1997

 PSM Makassar
- Premier Division: 1999/00